# Małgorzata Braunek
Małgorzata Braunek (Szamotuły, 1947. január 30. – Varsó, 2014. június 23.) lengyel színésznő.

## Életpályája
Evangélikus családban született. Az 1960-as évek végén a varsói színművészeti főiskolán szerzett diplomát (1969). 1967-ben kapta első filmszerepét Witold Leszczyński-nek a Magyar Televízióban is bemutatott egyéni hangú drámai történetében (Máté élete). Az 1970-es években zen buddhista lett, és 1980-ban visszavonult a filmipartól. 1971–1974 között a lengyel Nemzeti Színház zenekarának tagja volt. Az 1990-es években visszatért a színész szakmába kisebb szerepek erejéig.
Rövid idő alatt a lengyel filmek kedvelt sztárja lett. Érdekes, modern jelenség. Andrzej Wajda ironikus hangvételű Légyfogó című filmjében (1969) ő alakította az egyik főszerepet (Iréne).

## Magánélete
Egyik férje, Andrzej Żuławski (1940) lengyel filmrendező volt. Fia, Xawery Żuławski (1971) lengyel filmrendező.

## Filmjei
- Máté élete (Żywot Mateusza) (1968)
- Utazás az ismeretlenbe (Wycieczka w nieznane) (1968)
- Játék (Gra) (1969)
- Légyfogó (1969)
- Az ugrás (Skok) (1969)
- A felemelkedés (Wniebowstąpienie) (1969)
- Tájkép csata után (1970)
- Oxigén (1970)
- Az ördög (1972)
- Özönvíz (1974)
- Szélcsend (1976)
- A bábu (1977)
- Doktor Senki (1977)
- Nagy éjszakai fürdőzés (1980)
- Tulipánok (2004)

## Fordítás
- Ez a szócikk részben vagy egészben  a   Małgorzata Braunek című angol Wikipédia-szócikk fordításán alapul.  Az eredeti cikk szerkesztőit annak laptörténete sorolja fel. Ez a jelzés csupán a megfogalmazás eredetét és a szerzői jogokat jelzi, nem szolgál a cikkben szereplő információk forrásmegjelöléseként.
- Ez a szócikk részben vagy egészben  a   Małgorzata Braunek című német Wikipédia-szócikk fordításán alapul.  Az eredeti cikk szerkesztőit annak laptörténete sorolja fel. Ez a jelzés csupán a megfogalmazás eredetét és a szerzői jogokat jelzi, nem szolgál a cikkben szereplő információk forrásmegjelöléseként.